# Cruz al Mérito en la Guerra (Brunswick)
La Cruz al Mérito en la Guerra de Brunswick (en alemán: Braunschweigisches Kriegsverdienstkreuz) también conocida como la Cruz de Ernesto Augusto (Ernst-Augustkreuz), fue una condecoración militar del Ducado de Brunswick. La Cruz fue establecida el 23 de octubre de 1914 por el Duque Ernesto Augusto de Brunswick. La cruz fue concedida a todos los rangos por distinción en la guerra. El 20 de marzo de 1918, fue creada la Cruz de primera clase en forma de pinback, con la Cruz existente como segunda clase. Esto puso a la Cruz en línea con otras condecoraciones de los Estados alemanes como Prusia con la Cruz de Hierro. La cruz fue concedida en una cinta azul con franjas amarillas para combatientes y con una cinta amarilla con franjas azules para no-combatientes. 
La Cruz al Mérito en la Guerra de Brunswick es una cruz pattée. En el centro de la Cruz en el anverso se hallan las letras EA por el Duque Ernesto Augusto. En los brazos horizontales de la cruz se hallan ramitas de hojas de roble. En el brazo superior de la cruz se halla la corona de Brunswick, con la fecha 1914 en el brazo inferior. En el reverso se halla la inscripción en tres líneas Für, Verdienst im, Kriege (Por Mérito en la Guerra) en los brazos superior, horizontales e inferior, respectivamente.

## Condecorados destacados
- Felipe de Hesse-Kassel[1]